# Paraclinus mexicanus
Paraclinus mexicanus är en fiskart som först beskrevs av Gilbert, 1904.  Paraclinus mexicanus ingår i släktet Paraclinus och familjen Labrisomidae. IUCN kategoriserar arten globalt som livskraftig. Inga underarter finns listade i Catalogue of Life.